# Třída Falster
Třída Falster byla třída minonosek dánského královského námořnictva. Postaveny byly čtyři jednotky této třídy, přičemž pátým plavidlem byla minonoska Nusret (110) postavená pro Turecko. Dánské námořnictvo plavidla používalo i jako tendry a cvičné lodě. Vyřazeny byly v letech 2000–2004.

## Stavba
Stavba třídy byla objednána v letech 1960–1962. Minonosky Falster a Møen postavila loděnice A/S Nakskov Skibsværft a minonosky Fyen, Sjælland a Nusret pak loděnice Frederikshavn Værft og Flydedok A/S.
Jednotky třídy Falster: 
| Jméno          | Spuštěna | Vstup do služby   | Status |
| -------------- | -------- | ----------------- | --- |
| Falster (N80)  | 1962     | 7. listopadu 1963 | vyřazena 2000 |
| Fyen (N81)     | 1962     | 18. září 1963     | 1976 přestavěna na tendr pro ponorky a malé útočné čluny, později upravena pro výcvik poddůstojníků. Vyřazena 2003. |
| Møen (N82)     | 1963     | 29. dubna 1964    | používána pro výcvik poddůstojníků. Vyřazena 2004.                                                                  |
| Sjælland (N83) | 1963     | 7. července 1964  | vyřazena 2000 |
| Nusret (110)   |          |                   | vyřazena 2000 |

## Konstrukce

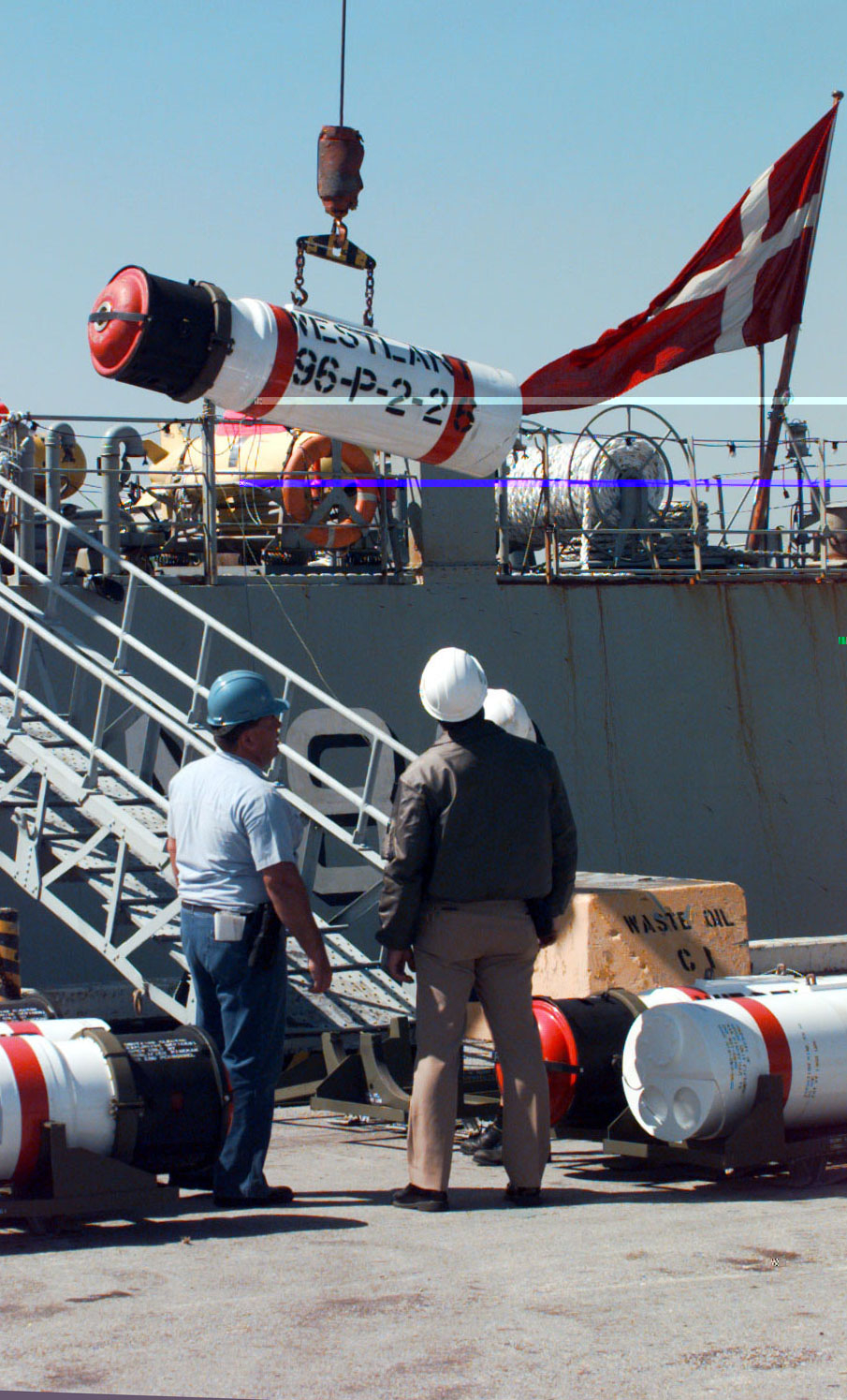
Nakládání miny na palubu Falster (N80)

Trup plavidel byl postaven z oceli. Elektroniku tvořil letecký a námořní vyhledávací radar CWS-2, taktický radar MWS-1, navigační radar IMWS-2 a systém řízení palby WM-46. K vlastní obraně sloužl systém elektronického boje a dvě sady vrhačů klamných cílů.
Až 400 námořních min mohlo být uloženo ve čtyřech řadách na záď plavidel. Po dokončení lodě nesly výzbroj čtyř 40mm kanónů ve dvoudělových věžích. V roce 1986 byla výzbroj zesílena o čtyři 20mm protiletadlové kanóny Oerlikon. Pohonný systém tvořily dva diesely General Motors o výkonnu 3580 kW, pohánějící dva lodní šrouby. Nejvyšší rychlost byla 17 uzlů a dosah 5820 námořních mil při rychlosti 12 uzlů.

### Modernizace
Plavidla Fyen a Møen byly přestavěny na cvičné lodě s možností rychlé úpravy na minonosky v případě války. V rámci modernizace z let 1993–1994 lodě dostaly velitelský systém Terma TDS, zůstala jim pouze jedna věž se 76mm kanóny a jejich 20mm kanóny nahradily dvojitá postavení pro protiletadlové řízené střely Stinger.